# Auch ich war nur ein mittelmäßiger Schüler
Auch ich war nur ein mittelmäßiger Schüler ist eine deutsche Filmkomödie von Werner Jacobs. Der Film, der auf Motiven des Romans Memoiren eines mittelmäßigen Schülers von Alexander Spoerl basiert, kam am 25. Oktober 1974 in die deutschen Kinos.

## Handlung
Auf der Geburtenstation eines Krankenhauses treffen Peter Ahrens, genannt Pitt, und Felix Kempmann aufeinander. Beide waren in der Schule gute Freunde, haben sich aber seit dem Abitur nicht mehr gesehen. Nun liegen ihre beiden Frauen in den Wehen, doch schickt die Krankenschwester die werdenden Väter nach Hause. Rechtzeitig zur Geburt sollen sie informiert werden. Der frühere Musterschüler Felix ist inzwischen selbst Lehrer geworden und unterrichtet an seiner früheren Schule. Der mittelmäßige Schüler Pitt ist in der Werbung erfolgreich. Beide begeben sich in Pitts Wohnung, wo sie etwas trinken und den Anruf des Krankenhauses abwarten wollen. Vor Pitts Wohnung wartet Elektriker Denkel, der nach einem halben Jahr endlich eine kaputte Steckdose reparieren will. Damit er nicht noch einmal ein halbes Jahr warten muss, lässt Pitt ihn in die Wohnung. Dort sucht er ein Fotoalbum heraus, das Bilder aus der Schülerzeit enthält. Beide Männer beginnen, in Erinnerungen zu schwelgen.
In der Volksschule ist Pitt bereits ein ungezogener Junge. Er nimmt sehr zum Leidwesen der Lehrerin seinen Hund Amanda mit in den Unterricht und benimmt sich frech. Als sich die Lehrerin bei Pitts Mutter beschweren will, versteckt sich Pitt mit Amanda unter dem Tisch, an dem die Lehrerin Platz nimmt. Als Amanda sich weigert, die Lehrerin zu beißen, beißt Pitt selbst zu.
Auch am Gymnasium ist er kein braver Schüler, doch sind die Lehrer nicht mehr ganz so hilflos. Direktor Prof. Dr. Fabian, der von den Schülern nur Pavian genannt wird, erkennt, wenn jemand hinter seinem Rücken Unsinn treibt, und auch Biologielehrer Dr. Siegfried Elsenbeck ist bei Streichen die Ruhe selbst. Einmal bläst Pitt zahlreiche Gasluftballons auf, die nun unter der Decke schweben. Während Elsenbecks Ausführungen zu Oberschenkelknochen der Vögel zerschießt Pitt die Luftballons mit Erbsen und Blasrohr. Elsenbeck bleibt ruhig, stellt Pitt an die Tafel und tut es ihm nun nach: Zur großen Freude der Klasse trifft er zahlreiche Ballons. Auch den Hausarzt kann Pitt nicht reinlegen. Er ist in Musiklehrerin Fräulein Steiner verliebt, die vormittags immer ins Schwimmbad geht. Er gibt daher eines Tages vor, starke Bauchschmerzen zu haben. Felix bringt ihn zum Arzt, der anordnet, dass Pitt wegen einer vermeintlichen Vergiftung der Magen ausgepumpt werden muss. Erst jetzt gibt Pitt zu, dass er gelogen hat. Der Arzt wiederum entgegnet, dass er das weiß und selbst gar keine Instrumente zum Magenauspumpen besitzt. Pitt kann nun den Morgen im Schwimmbad verbringen, wo er das sich sonnende Fräulein Steiner bewundert. Plötzlich erscheint jedoch Elsenbeck mit seiner Klasse im Bad und Pitt wird gezwungen vom 10-Meter-Brett zu springen. Seine in der Folge gerissene Badehose sorgt für eine merkliche Abkühlung der Liebe zu Fräulein Steiner.
Ein Jahr vor dem Abitur ist Pitt schulisch so schlecht, dass er mit Felix wettet, dass er es schafft, von der Schule geworfen zu werden. Er gibt eine Annonce auf, in der Elsenbecks Adresse als Tiersammelstätte für Filmaufnahmen angegeben wird. Zwar ist Elsenbeck wenig begeistert, als sein Haus plötzlich von Tieren belagert wird, doch ist einer der Halter Oskar Kunzfeld. Der hatte Elsenbeck im Krieg einst das Leben gerettet und Elsenbeck hatte ihn vergeblich gesucht. Das Wiedersehen mit Oskar versöhnt Elsenbeck mit allem Tier-Ärger und bringt Pitt nur eine Strafarbeit ein. Er versucht nun, beim Schulausflug der Klasse mit Direktor Fabian dessen Mondfinsternisbeobachtung zu sabotieren. Er bestellt für den Zeitraum der Mondfinsternis ein Feuerwerk. Die Zeit vor der Nacht verbringt er mit Julia, der Tochter Fabians, die in einem Internat lebt. Er liebt sie seit längerer Zeit und erfährt nun, dass sie zukünftig in seine Klasse gehen wird. Obwohl er alles versucht, um das Feuerwerk und damit seinen Schulrauswurf zu verhindern, gelingt es ihm nicht. Erst Felix kann ihn retten, indem er vorgibt, er selbst habe die gesamte Aktion geplant. Pitt darf bleiben.
Im Abiturjahr sind Pitts Leistungen hoffnungslos. Er versucht vergeblich, sich mit Spicken zu retten, doch durchschauen die meisten Lehrer seine Tricks. Die Nachhilfe durch Felix hilft nur wenig, da Pitt die Zeit lieber mit Julia verbringt. Ein gewagtes Manöver, mit dem sich Pitt einen Tag vor der Arbeit Einblick in eine Physik-Klausur verschaffen kann, rettet ihn vor dem Sitzenbleiben. Die anschließende Party im Haus der Eltern wird durch diese abrupt beendet. Auch die Beziehung von Pitt und Julia ist vorbei, weil Pitt Julia auf der Feier für die junge Astrid verlässt. Julia findet bei Felix Trost. Die letzten Wochen vor dem Abitur lernt Pitt eifrig und obwohl er bei der mündlichen Prüfung vor Nervosität einen Zusammenbruch erleidet und aus dem Fenster springen will, schafft er sein Abitur mit mittelmäßigem Durchschnitt.
Die Erinnerungen an die Schulzeit haben Pitt, Felix und Dengel von Pitts Haus bis zur ehemaligen Schule geführt, wo sie bierselig Anekdoten erzählen. Sie bemerken irgendwann die fortgeschrittene Zeit und rufen im Krankenhaus an, wo sie erfahren, dass sie Väter einer Tochter und eines Sohnes geworden sind. Die anschließende kleine Feier wird durch die Polizei unterbrochen, die wissen will, warum in einer Schule nachts noch Licht brennt. Sie bringt die drei Männer ins Krankenhaus, wo sie auf bekannte Gesichter stoßen: Im Vorraum wartet Prof. Fabian auf seinen Schwiegersohn Felix, der Julia geheiratet hat. Beide haben einen Sohn bekommen. Pitt wiederum ist mit Astrid verheiratet und Vater einer Tochter geworden. Prof. Fabian ist froh, legen die beiden Männer doch den Grundstock für seine spätere Klientel: Mittelmäßige Schüler.

## Entstehungsgeschichte

### Vorgeschichte
Auch ich war nur ein mittelmäßiger Schüler gilt als letztes Werk einer ganzen Reihe von Filmen, die im Zuge der 1968 bis 1972 laufenden Filmreihe Die Lümmel von der ersten Bank entstanden. Der Regisseur Werner Jacobs hatte einen großen Teil der Filme des erfolgreichen Genres inszeniert, darunter auch die modernisierte Erich-Kästner-Verfilmung Das fliegende Klassenzimmer aus dem Jahr 1973. So setzte der Constantin-Filmverleih im Jahr darauf wiederum auf den Vertragsregisseur Jacobs, um eine zeitgemäße Adaption von Alexander Spoerls Roman Memoiren eines mittelmäßigen Schülers aus dem Jahr 1950 auf die Leinwand zu bringen.

### Vorproduktion
Neben dem bewährten Team um den „Lümmel-Film“-Regisseur Jacobs engagierte der Produzent Heinz Willeg auch einige Schauspieler, die bereits in ähnlichen Filmen mitgewirkt hatten, darunter Georg Thomalla, Jutta Speidel, Gerlinde Locker, Harald Juhnke und Kristina Nel. Weitere namhafte Darsteller des Films waren unter anderem Christiane Krüger, Claus Biederstaedt, Konrad Georg, Margot Trooger und Rudolf Platte. Mit Detlev Eckstein und Bernd Herberger in den männlichen Hauptrollen vertraute man hingegen auf vergleichsweise neue Gesichter.
Horst Tappert stand hier zum letzten Mal für einen Kinofilm vor der Kamera. Fünf Tage vor der Uraufführung dieses Films erfolgte die Ausstrahlung der ersten Folge der Fernsehserie Derrick im ZDF.

### Dreharbeiten
Die Dreharbeiten fanden vom 30. Juli bis 29. August 1974 in West-Berlin statt. Verantwortlicher Filmarchitekt war Peter Rothe. Als Filmeditor wurde Carl Otto Bartning engagiert.

### Filmmusik
Die originale Filmmusik stammt von Raimund Rosenberger. Als Titelmusik fand der damalige Welterfolg Waterloo der schwedischen Popgruppe ABBA Verwendung.

## Rezeption
Die FSK gab den Film am 11. Oktober 1974 ab sechs Jahren frei.

### Kritik
„Mit ein bißchen Teenagerliebe und Romantik versetztes seichtes Lustspiel um verbildete Lehrer und neunmalkluge Schüler.“